# 10662 Peterwisse
10662 Peterwisse (tên chỉ định: 3201 T-2) là một tiểu hành tinh vành đai chính. Nó được phát hiện bởi Cornelis Johannes van Houten, Ingrid van Houten-Groeneveld, và Tom Gehrels ở Đài thiên văn Palomar ở Quận San Diego, California, ngày 30 tháng 9 năm 1973. Nó được đặt theo tên Peter Wisse, an astronomy teacher ở Leiden và Groningen, Hà Lan, và curator thuộc Museon.